# 32e congrès national de la SFIO
Le 32e congrès national de la SFIO se tient à Mulhouse du 9 au 12 juin 1935.
Le congrès se déroule en pleine période de construction du Front populaire. Après la réaction commune aux émeutes du 6 février 1934, le Parti communiste a accepté en octobre 1934 l'idée d'une "alliance des classes moyennes avec la classe ouvrière", qui ouvre la porte à la constitution d'une coalition non seulement avec les socialistes, mais aussi avec les radicaux.
Ces derniers sont alors en plein débat interne : après des résultats médiocres aux élections municipales qui se sont tenues en mai, l'aile gauche du parti (notamment Mendès-France) alliée aux partisans de Daladier pousse à la discussion d'un programme commun avec les socialistes et communistes.

## Débats particuliers
Le congrès se prononce pour l'octroi du droit de vote aux femmes par 2 117 mandats contre 720 à une motion présentée par Anatole Sixte-Quenin, qui estime nécessaire le développement de la "propagande socialiste" en direction des femmes et contre le droit de vote immédiat "qui risquerait d'amener légalement l'installation du fascisme au pouvoir", et 273 abstentions.
Il rappelle un certain nombre de ses positions, notamment favorable au changement de mode de scrutin en faveur de la proportionnelle, les positions laïques et scolaires du 26e congrès (Nancy, 1929).
La question de la participation ministérielle voit s'opposer la direction du parti, favorable à une logique de défense républicaine face au fascisme, et la Bataille socialiste, qui s'oppose à toute participation à une coalition d'opportunité. Le congrès adopte la première position par 2 168 mandats (68,5 %) contre 803 (25,4 %) à la motion de la bataille socialiste et 196 abstentions (6,2 %)
Le congrès se prononce aussi à l'unanimité pour l'exclusion de Ludovic-Oscar Frossard, député qui vient de quitter le groupe socialiste pour participer au gouvernement Bouisson.

## Débat général
Le débat général porte sur "la lutte pour le pouvoir et contre la crise", et voit s'opposer quatre motions différentes.
A l'extrême-gauche du parti, une motion présentée au nom de la fédération du Rhône rassemble les tendances Action socialiste et du comité d'action socialiste révolutionnaire, se prononce pour l'unité avec les communistes à l'échelon international, le refus de l'alliance avec les partis "bourgeois" (en l'occurrence les radicaux), la mise au second plan de l'action électorale au profit des "méthodes révolutionnaires" (et notamment la grève générale insurrectionnelle), le choix de l'insurrection du prolétariat comme réponse à la guerre.
Une motion du groupe La Vérité, défendue par Raymond Molinier, appelle dans sa logique trotskiste "d'entrisme" le congrès à rallier une ligne léniniste et bolchévique.
Ces deux motions défendant des positions marginales, l'opposition à la ligne de la direction sortante du parti est essentiellement assumée par la Bataille socialiste, tendance animée par Jean Zyromski et Marceau Pivert. Le principal point de divergence se trouve dans la contestation par la Bataille socialiste de la priorité donnée à l'action électorale dans la SFIO, au détriment de l'action des masses.
Quant à la direction sortante, elle se compte sur une motion déposée par la fédération du Nord, et défendue par Jean Lebas.
Enfin, une motion commune de Vincent Auriol, Jules Moch et Maurice Paz, est finalement retirée, ses partisans étant appelés à s'abstenir.
Le résultat du vote du congrès donne :
- la motion Lebas obtient 2 025 mandats (62,9 %)
- la motion Bataille socialiste obtient 777 mandats (24,1 %)
- la motion Molinier 105 mandats (3,3 %)
- la motion du Rhône (Reynard), 83 mandats (2,6 %)
- 229 mandats (7,1 %) sont portés en abstention.

## Organismes de direction
A l'issue du congrès, la commission administrative permanente, composée à partir du vote des motions, comprend :
- 21 membres au titre de la motion du Nord (dont Blum, Bracke, Marx Dormoy, Paul Faure, Jean Lebas, Jean Longuet, Roger Salengro, Jean-Baptiste Séverac, Vincent Auriol)
- 8 membres au titre de la Bataille socialiste (dont Jean Zyromski et Marceau Pivert)
- 1 membre au titre de la motion Molinier (Jean Rous)
- 1 membre du titre de la motion Reynard (Fogel)
- 2 membres au titre de la motion des fédérations de la Drôme et de la Haute-Garonne, qui appelait à l'abstention (André Blumel et Jules Moch).

## Sources
Compte rendu du XXXIIème congrès national de la SFIO, sur Gallica